# Bernard Tapie
Bernard Tapie, francoski poslovnež, politik, igralec, pevec in televizijski voditelj, * 26. januar 1943, Pariz, † 3. oktober 2021, Pariz.
Tapie je bil do leta 1992, ko je moral odstopiti, Ministre de la Ville (minister za mestne zadeve) v vladi Pierra Bérégovoya.
Med letoma 1986 in 1994 je bil tudi predsednik nogometnega kluba Olympique de Marseille, ki je v času njegovega predsednikovanja postal francoski prvak in zmagovalec nogometne Lige prvakov.